# Koivusaari (ö i Finland, Lappland, Tunturi-Lappi, lat 68,00, long 23,54)
Koivusaari är en ö i Finland. Den ligger i Muonioälven och i kommunen Muonio i den ekonomiska regionen  Fjäll-Lappland  och landskapet Lappland, i den norra delen av landet, 900 km norr om huvudstaden Helsingfors. Öns area är 2,3 hektar och dess största längd är 340 meter i nord-sydlig riktning.